# Odontosoria jenmanii
Odontosoria jenmanii är en ormbunkeart som beskrevs av William Ralph Maxon. Odontosoria jenmanii ingår i släktet Odontosoria och familjen Lindsaeaceae. Inga underarter finns listade.